# Sulfure de baryum
Ne doit pas être confondu avec Sulfate de baryum.
Le sulfure de baryum est un composé inorganique de formule BaS.  C'est un important précurseur d'autres composés du baryum, par exemple le carbonate de baryum (BaCO3) et le pigment lithopone (ZnS/BaSO4). Comme les autres chalcogénures de métal alcalino-terreux, BaS est un émetteur à courte longueur d'onde pour les afficheurs électroniques.  Il est incolore, bien que comme beaucoup de sulfures, il est le plus souvent obtenu sous des formes impures colorées.

## Découverte et production
BaS a été préparé pour la première fois par l'alchimiste italien Vincenzo Cascariolo (Vincentius / Vincentinus Casciarolus / Casciorolus), 1571-1624) par la réduction de BaSO4 (sous la forme du minéral baryte). Il est actuellement fabriqué par une version améliorée du procédé de Casciarolo utilisant du coke à la place de charbon de bois et d'une panure de farine. Le procédé de thermo-sulfato réduction utilisé est également appelé réaction carbothermique :
BaSO4  +  2 C  →  BaS  +  2 CO2
et aussi :
BaSO4  +  4 C  →  BaS  +  4 CO
Du sulfure de baryum de haute pureté peut aussi être produit en petites quantités en chauffant du carbonate de baryum vers 1 000 °C dans un courant suffisamment important de sulfure d'hydrogène et d'hydrogène :
BaCO3 + H2S → BaS + H2O + CO2

## Propriétés
BaS cristallise dans une structure de type cubique à faces centrées similaire à celle du chlorure de sodium (NaCl), avec des centres octaédriques Ba2+ et S2−.
Le point de fusion observé du sulfure de baryum est très sensible aux impuretés.
Le sulfure de baryum présente un risque d'inflammation, ou de déflagration, s'il est mis en contact avec des agents oxydants forts comme du dioxyde de plomb, du peroxyde de chlore, du chlorate de potassium ou du nitrate de potassium. Il réagit avec le fluor, le pentoxyde de phosphore, les acides, l'eau et l'air humide (dégagement de sulfure d'hydrogène dans ces trois derniers cas).

## Phosphorescence
D'après Harvey (1957), en 1603, le cordonnier et alchimiste italien Vincenzo Cascariolo utilisa de la barytine (BaSO4), trouvée au pied du mont Paterno près de Bologne, lors de l’un de ses essais infructueux pour fabriquer de l’or. Après avoir broyé et calciné le minéral en conditions réductrices sur du charbon de bois, il obtint un matériau à la luminescence persistante qui fut baptisé Lapis Boloniensis, ou pierre de Bologne,,. La phosphorescence du composé fabriqué par Casciarolo en fit une curiosité,,. La nature exacte de l'élément actif contenu à l'état de trace dans cette barytine et responsable de la luminescence de BaS reste inconnue, mais la matrice de sulfure de baryum, comme celle d'autres sulfures (CaS, SrS, ZnS), est propice au phénomène de luminescence.

## Toxicité
BaS est toxique, comme les sulfures apparentés, tels que le sulfure de calcium (CaS), qui dégagent du sulfure d'hydrogène toxique par hydrolyse au contact avec l'eau.